# Diphtérie
 Mise en garde médicale
La diphtérie est une maladie infectieuse contagieuse due à Corynebacterium diphtheriae ou bacille de Löffler-Klebs, susceptible de produire une toxine touchant d'abord les voies respiratoires supérieures, puis le cœur et le système nerveux périphérique.
Elle débute le plus souvent par une angine à fausses membranes, d'où son nom créé au XIXe siècle du grec  διφθέρα / diphthéra, « membrane », pouvant entraîner la mort par suffocation en l'absence de traitement, une complication connue historiquement sous le nom de croup.
Maladie historique redoutable au XIXe siècle et dans la première moitié du XXe siècle, en voie de disparition dans les pays développés dans les années 1980, elle réapparaît dans les pays de l'ex-URSS à partir de 1991 à la suite d'une politique vaccinale insuffisante et de troubles socio-politiques.
Au début du XXIe siècle, il apparaît que, si la maladie régresse, C. diphtheriae et d'autres corynébactéries apparentées continuent de circuler en restant une menace, laquelle nécessite d'être contrôlée par des systèmes de surveillance et prévenue par le maintien d'une couverture vaccinale à des taux élevés.

## Histoire

### La maladie
La première description probable de diphtérie se trouverait chez Arétée de Cappadoce qui décrit en Égypte, au Ier siècle après J.-C., des ulcères des amygdales accompagnés de concrétions épaisses qui s'étendent, entrainant une voix rauque, puis l'aphonie et la mort par suffocation. Au VIe siècle, Ǣtius d'Amida observe une épidémie analogue mais moins grave, les malades guérissant plus souvent.
Au XVIe siècle, la maladie réapparaît en Europe. Une observation de Guillaume de Baillou est douteuse. Les observations les plus précises sont celles de médecins espagnols, qui l'appellent Morbus suffocans ou garrotillo. Au XVIIe siècle, de graves épidémies apparaissent en Italie où la plupart des enfants atteints succombent (Naples 1617, Messine 1625, Palerme 1632).
À partir du XVIIIe siècle, la diphtérie devient pandémique, liée à l'expansion commerciale dans le monde entier. On la retrouve en Allemagne, en Irlande et en Amérique du Nord. En France, plusieurs auteurs signalent des épidémies « d'angines gangréneuses » ou « d'esquinancies » : Orléans 1747, Montpellier 1746, Versailles 1758, Paris 1762.

« On sait ce jour-là (26 mars 1707), que Blouin, premier valet de chambre du Roi & gouverneur de Versailles, s'était tiré d'une grande attaque d'esquinancie par trois saignées faites coup sur coup. »

— Mémoires du marquis de Sourches, tome 10, 1890. p. 282.
En 1765, F. Home, médecin écossais, donne le nom populaire de croup (croassement du corbeau) à la forme suffocante de la maladie. Mais il ne décrit que des cas sporadiques et n'établit pas de rapport avec les épidémies d'angine. La plupart des médecins ne comprennent pas l'unité de la diphtérie (angines plus ou moins sévères et complication grave – croup). En 1771, l'Américain Samuel Bard (en), au cours d'une épidémie à New York, décrit les différentes variétés d'angines liées au croup, mais ses travaux restent méconnus.
Ainsi en 1807, sur l'ordre de Napoléon, un concours doté d'un prix de 12 000 francs est institué pour récompenser celui qui donnerait une description satisfaisante des symptômes du « croup ». Personne ne gagna le prix qui fut partagé entre les participants.
À partir de 1815, Pierre Bretonneau différencie, le premier, l'angine diphtérique de l'angine banale et des angines de la scarlatine, tout en reconnaissant l'unité du croup et de différentes angines. À la suite d'une grave épidémie de diphtérie en Touraine en 1818, il publie Des inflammations spéciales du tissu muqueux et en particulier de la diphtérite, ou inflammation pelliculaire, connue sous le nom de croup, d'angine maligne, d'angine gangréneuse, etc., Paris, 1826, ouvrage contenant la première description complète de la maladie.

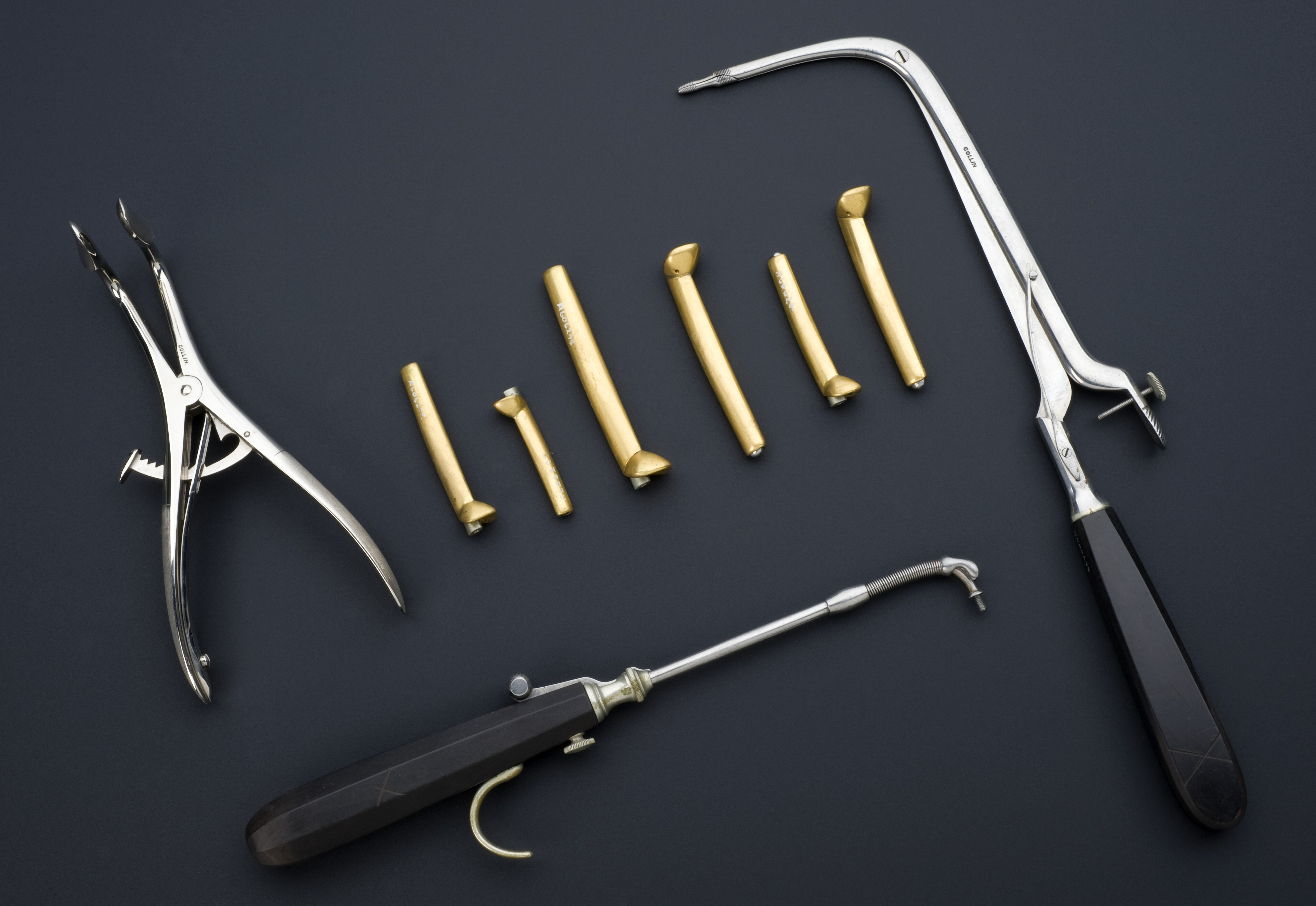
Instruments d'intubation, type O'Dwyer, 1882-1900.

C'est également Bretonneau qui utilisa le premier le nom de « diphtérite », du grec διφθέρα / diphthéra, « membrane », tout en introduisant la trachéotomie dans le traitement du croup.
Armand Trousseau, dans sa Clinique médicale de l'hôtel-Dieu de Paris (à partir de 1861), fixe la description de la diphtérie et de ses différentes complications, dont les paralysies diphtériques,.
En 1858, Eugène Bouchut réalise un tubage laryngé, première forme de l'intubation. Le tube de Bouchut est perfectionné en 1890 par Joseph O'Dwyer. Trachéotomie ou tubage s'appliquent alors aux formes suffocantes de diphtérie, les autres formes étant traitées par saignées et topiques.
À la fin du XIXe siècle et jusqu'à la Seconde Guerre mondiale la diphtérie exerce ses ravages. Les hôpitaux ont des pavillons, ou des services entiers, consacrés aux enfants atteints de croup appelés « tubards » ou enfants intubés que l'on ne pouvait libérer de leur canule sous peine d'œdème de la glotte immédiatement consécutif. Les jeunes internes et infirmières, qui n'avaient pas eu la diphtérie, payaient aussi un lourd tribut dans ces services.

### Bactérie et sérothérapie
En 1883, Théodor Klebs démontre, dans la fausse membrane diphtérique, la présence d'une bactérie spéciale en forme de bâtonnet, renflé aux extrémités. En 1884, Friedrich Löffler l'isole et le cultive dans un milieu de culture spécial : le sérum coagulé, de bœuf ou de cheval, de Löffler. Ce bacille est appelé Corynebacterium diphtheriae ou bacille de Klebs-Löffler.

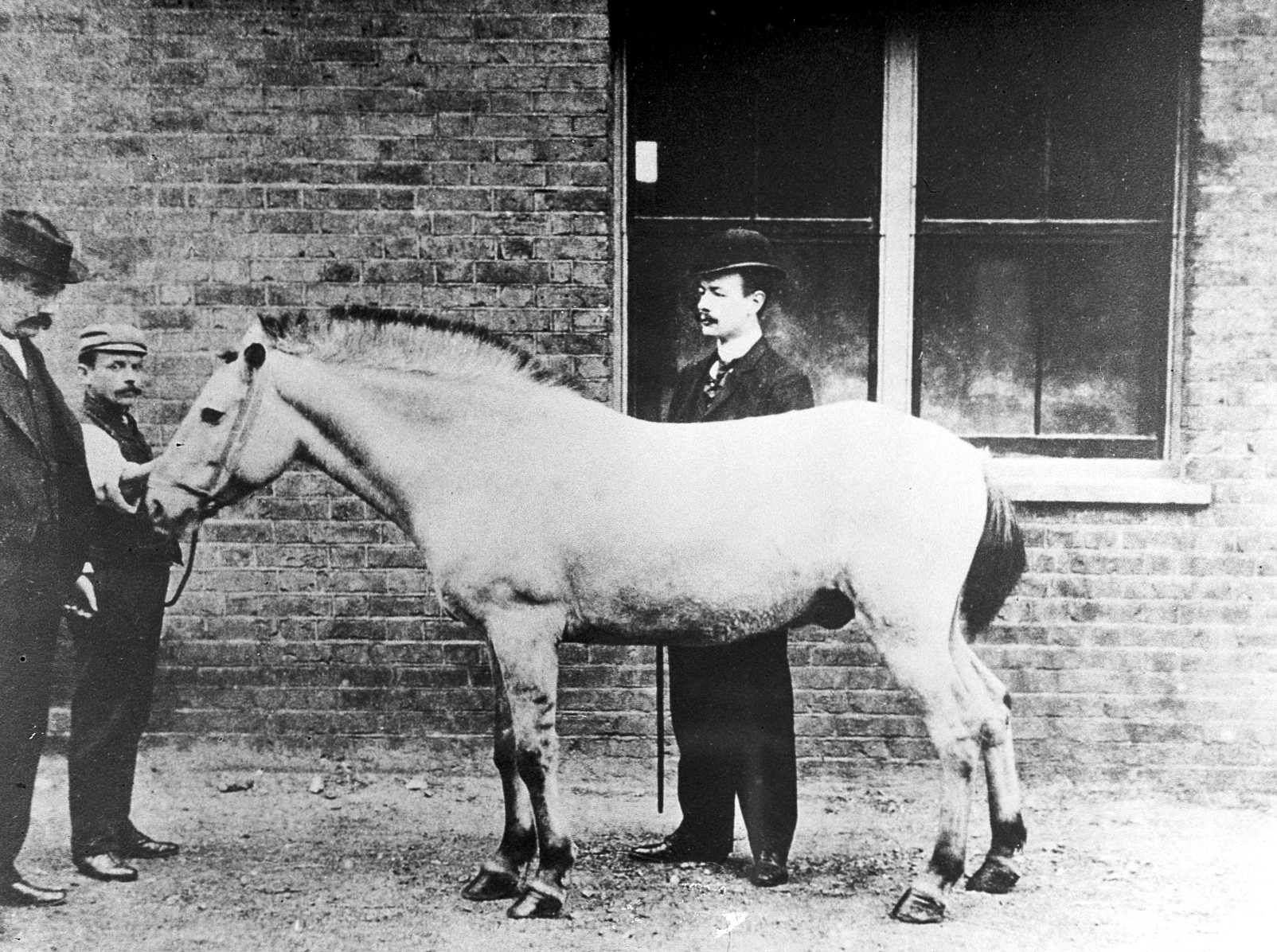
« Tommy », premier cheval anglais inoculé, pour la production de sérum antidiphtérique (1894).

En 1888, Roux précise que le bacille est l'unique cause de la diphtérie. En 1889, confirmant une conjecture de Löffler, il démontre avec Yersin que la maladie n'est pas provoquée directement par le bacille, mais par la toxine qu'il produit,. Dans le prolongement de ces travaux, il s'attache au développement systématique de diagnostics bactériologiques, tant à des fins cliniques que statistiques.
En 1890, Behring et Kitasato Shibasaburō reconnaissent la présence d’antitoxine dans le sang d'animaux vaccinés par des doses croissantes de toxines. Cette antitoxine confère passivement à d'autres animaux une résistance à la diphtérie. Pour cette découverte, Behring est couronné du premier prix Nobel de médecine en 1901.
En 1894, Roux et ses collaborateurs mettent au point, à partir de sérum de cheval vacciné contre la diphtérie, une méthode de traitement, la sérothérapie qui réduit la létalité de 73 % à 14 %. Cette méthode conduit néanmoins à l'accident sanitaire de contamination de l'antitoxine contre la diphtérie.
En 1925, une épidémie de diphtérie sévit en Alaska, dans la ville de Nome. N'ayant pas de vaccin, ni de sérum, le médecin de la ville demande de l'aide et Anchorage envoie le sérum jusqu'à Nenana, située à plus de 1 000 km de Nome. Faute de chemin de fer, 20 attelages de chiens de traîneaux s'élancent alors pour effectuer la distance Nenana-Nome.

### Le vaccin
S'inspirant d'une suggestion faite par Theobald Smith en 1907, Emil Adolf von Behring propose, en 1913, un vaccin contre la diphtérie basé sur un mélange de toxine et d'antitoxine : efficace en laboratoire (animaux d'expérience), il est impraticable sur le terrain, car trop dangereux.
C'est Gaston Ramon qui développe le premier vaccin efficace en 1923 grâce à des toxines rendues inactives mais gardant leur propriété antigénique (anatoxine diphtérique). Cette anatoxine apporte une protection efficace contre la toxine diphtérique mais n'agit pas contre la bactérie elle-même. Les laboratoires Connaught, au Canada, auraient été les premiers à réaliser sur le terrain des essais d’immunisation par l’anatoxine diphtérique, qui permirent d’en démontrer l’efficacité,.
En France, dès 1927, l'Académie de médecine émet le vœu d'une vaccination antidiphtérique systématique dans les écoles. La vaccination des enfants est d'abord individuelle, ou à l'échelle d'une collectivité municipale. La vaccination est obligatoire au service militaire en vertu de la loi du 21 décembre 1931 (complétée le 15 avril 1936). La loi du 25 juin 1938 (modifiée le 24 novembre 1940 puis le 7 septembre 1948 et enfin le 12 août 1966) étend cette obligation à tous les enfants de moins de 18 mois.
Dans les années 1930, la vaccination tend à se généraliser dans la plupart des autres grands pays industrialisés en Europe (Allemagne, Belgique, Grande-Bretagne, Italie, Suisse, Hongrie, U.R.S.S), en Égypte et en Turquie, aux Amériques, au Japon et en Australie. Elle est rendue obligatoire en Allemagne en 1941.
Toutefois, la vaccination généralisée des enfants ne devient effective qu'à partir de 1945,.

## Bactériologie et pathogénie

### Corynebacterium diphtheriae

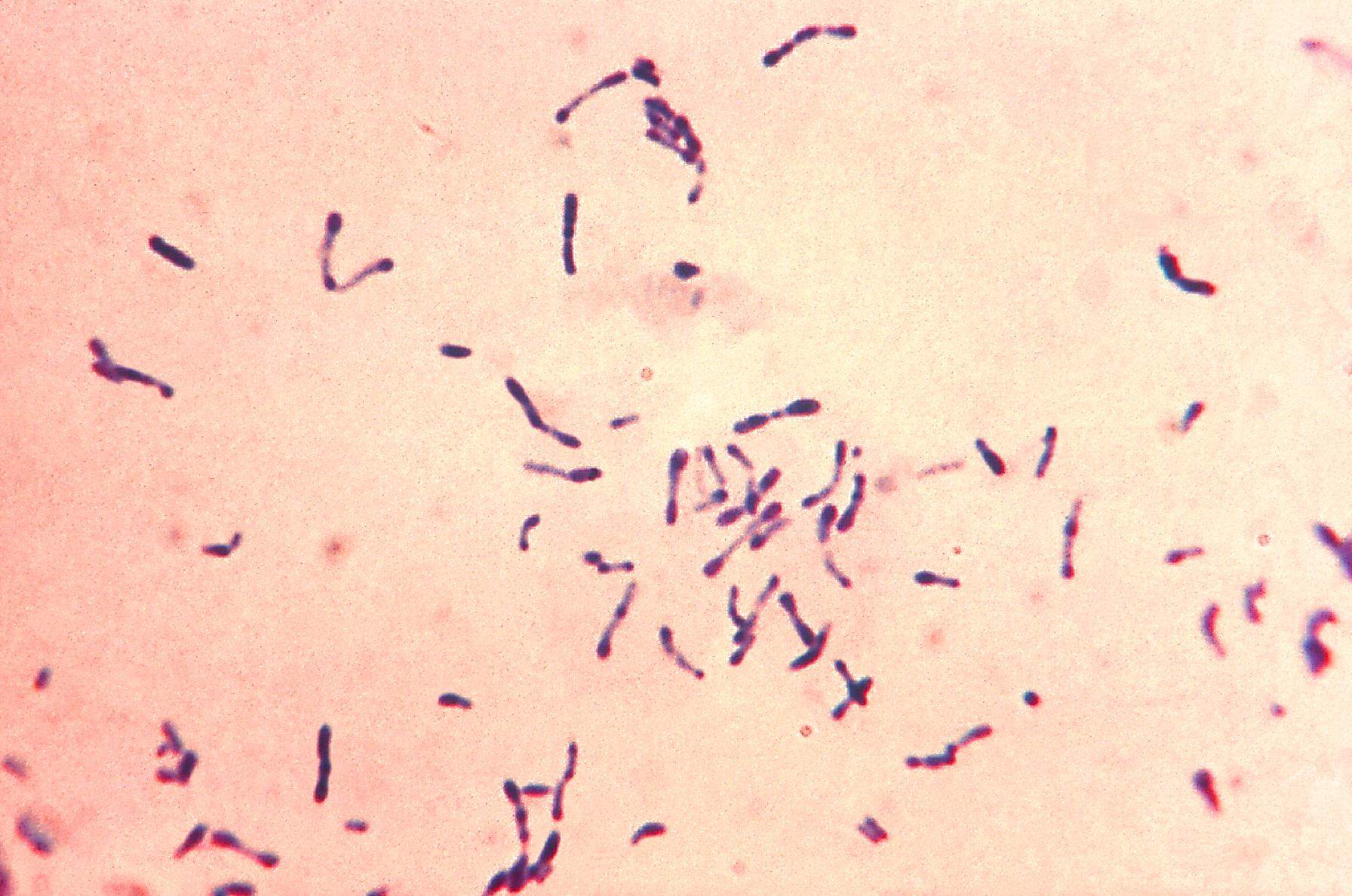
Corynebacterium diphtheriae, coloration de Gram.

L'agent de la diphtérie est une bactérie, un bacille gram positif appartenant aux corynébactéries. L'homme est le seul hôte naturel de C. diphtheriae, porteur transitoire au niveau des muqueuses (pharynx surtout) et de la peau. La bactérie en elle-même reste locale et superficielle (peau, muqueuses...) mais sa toxine, absorbée localement, se diffuse dans tout l'organisme en agissant plus particulièrement sur le cœur et le système nerveux périphérique,.
Toutes les souches de C. diphtheriae ne produisent pas de toxines. Pour être toxinogène, la bactérie doit être infectée par un virus bactériophage, dit « phage β » ou β-corynebacteriophage, on parle alors de « conversion lysogène » ou lysogénisation . Les bactéries qui ne produisent pas de toxines sont dites « tox- », celles qui en produisent « tox+ ». Les bactéries tox- provoquent des diphtéries relativement bénignes ; lorsque la diphtérie apparait sous des formes plus graves, elle signe un transfert de gène tox+ à des bactéries tox-,.
La bactérie se multiplie au niveau du site d'inoculation, provoquant des fausses membranes dans le nez, sur le pharynx et les amygdales par mort cellulaire au niveau local. En cas de lysogénisatio, elle produit une toxine, diffusant à tout l'organisme, expliquant différentes formes successives de la maladie : fausses membranes extensives, atteintes cardiaques (troubles du rythme) et neurologiques (paralysies périphériques),,.
C. diphtheriae se subdivise en 4 biotypes : gravis, mitis, intermedus et belfanti,.

### Autres corynébactéries

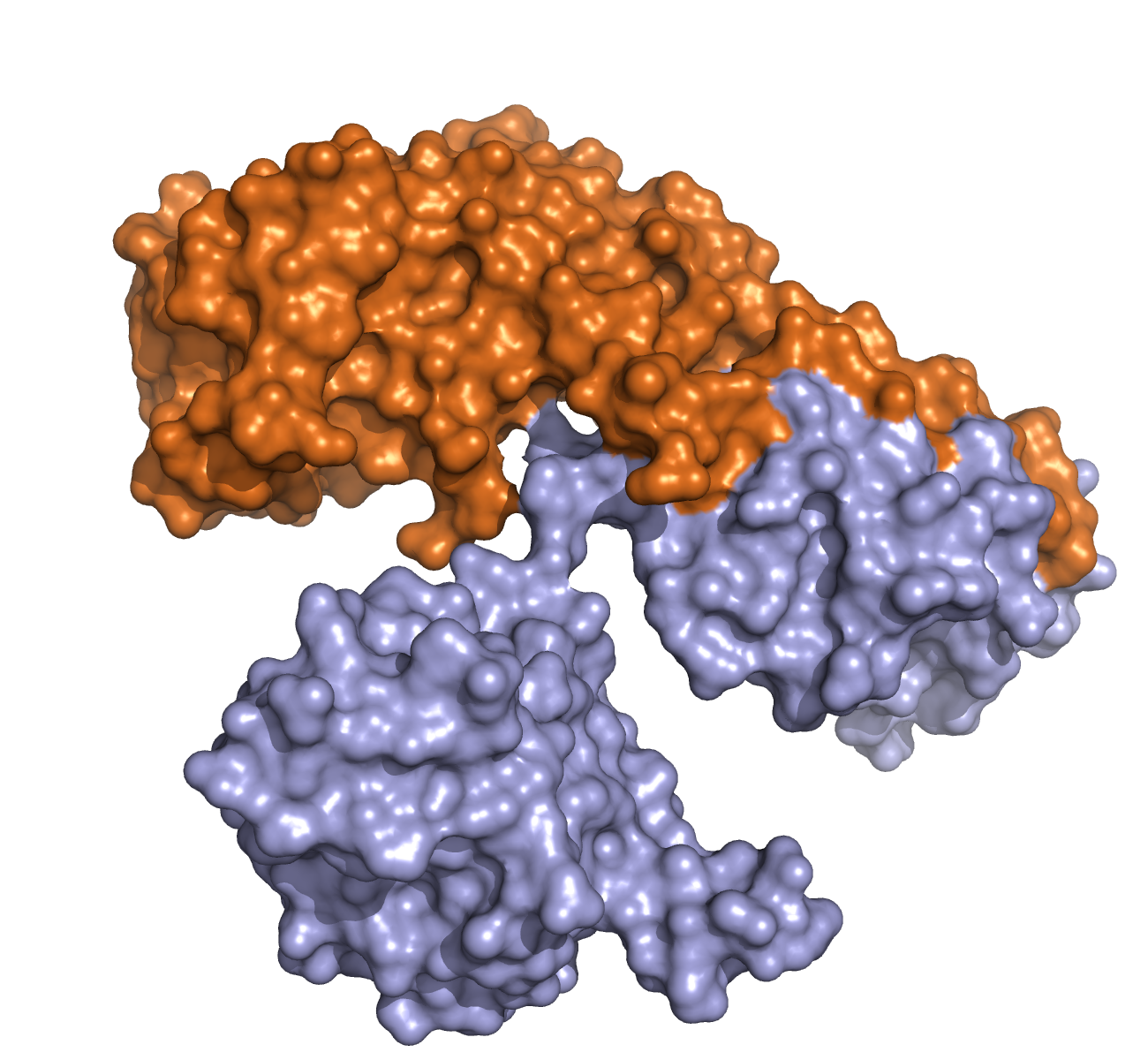
Toxine diphtérique : chaine A en orange, chaine B en bleu.

À partir de 2003, la définition des cas de diphtérie a été étendue à d'autres corynébactéries (en sus de C. diphtheriae) car susceptibles de devenir « tox+ » :  Corynebacterium ulcerans et Corynebacterium pseudotuberculosis qui sont aussi la cause de certaines formes de diphtérie d'origine animale (animaux de compagnie ou de ferme),.
C. ulcerans peut produire les mêmes tableaux cliniques que C. diphtheriae – mais essentiellement chez les personnes âgées ou immunodéprimées – alors que C. pseudotuberculosis n'entraîne le plus souvent qu'une lymphadénite.
Il existe donc trois espèces de corynébactéries, susceptibles d'être tox+, et de produire la même toxine diphtérique, .

## Mode de transmission
Le réservoir de C. diphteriae est purement humain. Le bacille reste habituellement localisé dans les voies aériennes supérieures (gorge). En milieu extérieur, où elle peut persister plusieurs mois, la bactérie est résistante au froid et à la sècheresse. Dans les pays tempérés, il s'agit d'une maladie saisonnière, le plus souvent en saison froide.
La diffusion du germe se fait à partir des malades (en l'absence de traitement, durant 2 semaines environ). Dans la plupart des cas, la transmission à des sujets sensibles n'entraine qu'un portage pharyngé transitoire. Il existe ainsi des porteurs sains, porteurs possibles durant quelques semaines à plusieurs mois.
La transmission est le plus souvent directe par le biais des sécrétions rhinopharyngées (postillons, toux, éternuement). Plus rarement la porte d'entrée est oculaire ou auriculaire, ou encore par plaie ou lésion cutanée infectée (diphtéries cutanées).
Très rarement par contact indirect avec des objets souillés par des sécrétions de malades, voire par aliments contaminés.
Les diphtéries cutanées sont rares dans les pays tempérés (situation d'hygiène précaire, éthylisme, toxicomanie...), mais fréquentes et très contagieuses, durant toute l'année, dans des pays tropicaux.
C. ulcerans se transmet classiquement par le lait cru, les contacts avec les bovins et les animaux de compagnie. Des contacts avec des chats ou des chiens ont été décrits. La transmission interhumaine n’a pas été documentée.
C. pseudotuberculosis provoque également une zoonose, transmise par les chèvres.

## Épidémiologie
En France, en Belgique et au Canada, cette maladie est sur la liste des maladies infectieuses à déclaration obligatoire,,.

### Épidémiologie historique
La diphtérie est signalée comme maladie courante partout en Europe, et touchant surtout les enfants, au XVIIIe siècle. Son extension épidémique devient maximum au XIXe siècle. Dans les pays tempérés, une personne sur 20 était atteinte de diphtérie (le plus souvent avant l'âge de 15 ans) et 5 à 10 % d'entre elles en mouraient, et jusqu'à 50 % dans les épidémies les plus graves. Le taux de mortalité lié à la diphtérie atteignait des taux de 50 à 100 pour cent mille habitants et par an.
La force et la fréquence des épidémies variaient selon des cycles pluri-annuels d'une dizaine ou d'une cinquantaine d'années.

#### Époque pré-vaccinale des pays industrialisés
C. diphtheriae circule fréquemment, et les cas de diphtérie sont nombreux, en sus des infections inapparentes. À ce prix, il se crée une immunité naturelle, renforcée par des réinfections (« rappels naturels »). La quasi-totalité des jeunes adultes survivants sont ainsi immunisés, de même que les nouveau-nés qui obtiennent une immunité passive par leur mère (les anticorps protecteurs traversant le placenta), mais de courte durée (entre 6 mois et un an).
La diphtérie est alors avant tout une maladie infantile, surtout des enfants d'âge préscolaire : les enfants de moins de 5 ans représentent 40 % des cas de diphtérie, et ceux de moins de 15 ans, 70 %. Ce schéma a été observé en Europe et aux États-Unis durant la première moitié du XXe siècle. En France, durant la même période, on comptait environ 20 000 cas par an.
On observe toutefois, au début du XXe siècle une gravité moindre, des épidémies plus clairsemées, et un début de glissement des cas vers des tranches d'âge plus élevées. Cette évolution est attribuée à des facteurs socio-économiques : amélioration du niveau de vie, familles avec moins d'enfants, promiscuité moindre. De même le taux de létalité (mortalité chez les malades) chute de 50 à 15 % des années 1880 aux années 1910, ceci est attribué à la sérothérapie (sérum antidiphtérique).

#### Recrudescence au cours de la Seconde Guerre mondiale

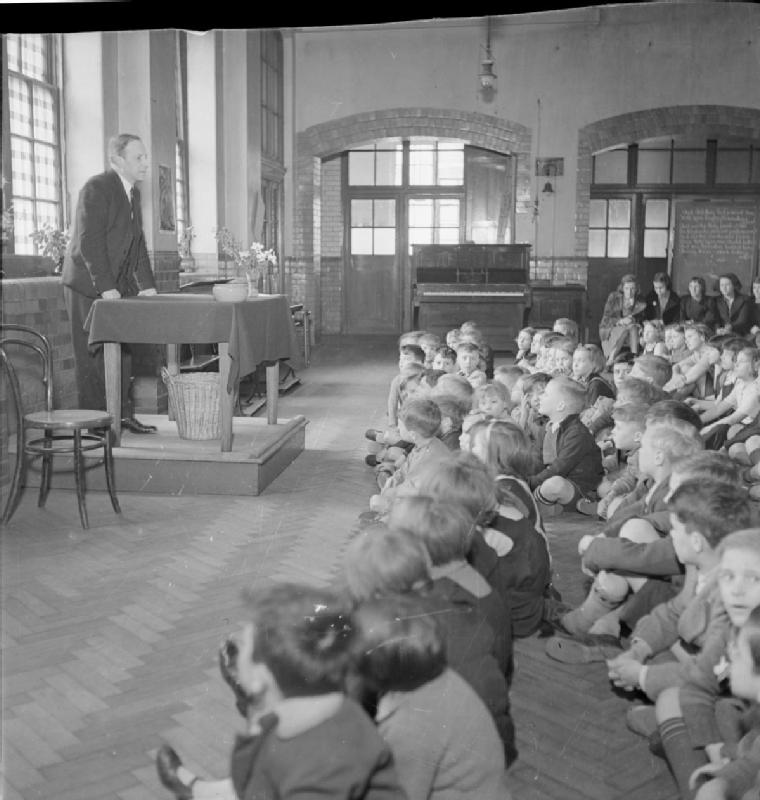
Une école de Londres en 1941. Un médecin explique aux enfants pourquoi ils seront bientôt vaccinés contre la diphtérie.

À l'exception du Royaume-Uni, l'Europe connaît une nouvelle grande épidémie de 1941 à 1945, avec plus de 200 cas pour 100 000 habitants. Elle est maximum en 1943 avec un million de cas et près de 50 000 morts. En Allemagne plus de la moitié des cas étaient des adultes, ce qui a été attribué à la vaccination des enfants, mais le nombre global des cas chez l'enfant a aussi augmenté. Cette évolution serait liée aux conditions de guerre, aux mouvements de population, au regroupement collectif des enfants provenant de régions et milieux sociaux différents, à des campagnes de vaccination trop limitées.
Les pays les plus touchés en 1943 furent l'Allemagne (238 000 cas), les Pays-Bas (56 000 cas), la France (46 000 cas), la Norvège (22 000 cas).
En 1945, la France a eu 45 000 cas de diphtérie dont 3000 décès.

#### Quasi-disparition de la diphtérie dans les pays industrialisés (1945-1990)
Dans les pays occidentaux, après la Seconde Guerre mondiale en grande partie en lien avec un taux de vaccination élevé, la maladie régresse progressivement pour être proche de la disparition dans les années 1980-1990.
En France, dans les années 1950, on compte moins de 2 500 cas par an. La chute est très rapide dans les années 1960-70 : un millier de cas dont 36 décès en 1960, en 1965 251 cas dont 10 décès, 100 cas en 1968, moins de 10 cas en 1979. Dans les années 1980, on compte moins de 5 cas par an (et aucun décès depuis 1982), le dernier cas autochtone survient en 1989,.
Cette évolution se retrouve dans les pays occidentaux, comme les États-Unis (entre 1980 et 1995, 40 cas de diphtérie).
Cependant si la diphtérie classique semble disparaître, la bactérie responsable C. diphtheriae continue de circuler, en pouvant se comporter comme une bactérie opportuniste, Elle touche ainsi les adultes souvent alcooliques, toxicomanes ou immunodéprimés, les personnes sans-abri. La maladie se présente non comme une angine, mais comme une infection souvent septicémique.
Ce type d'épidémie touchant des adultes en situation précaire et de promiscuité est survenue aux États-Unis au début des années 1970, et en Suède (1984-1986) notamment à Göteborg (10 cas dont 3 décès) et Stockholm (6 cas). En Suède, cette épidémie a amené les autorités à (re)vacciner 80 000 personnes et à effectuer plus de 10 000 prélèvements de gorge permettant de retrouver plus de 50 porteurs sains de C. diphtheriae, susceptibles d'être contagieux.

#### Pays en développement (1960-1990)
Dans ces pays, les infections cutanées à C. Diphtheriae sont fréquentes et constituent le principal réservoir de corynébactéries. Elles jouent un rôle important dans l'acquisition précoce d'une immunité naturelle. Dans plusieurs pays étudiés (Nigeria, Birmanie, Afghanistan...), 80 % des enfants sont ainsi immunisés à l'âge de 10 ans. Il existe ainsi des infections diphtériques cutanées endémiques chez les petits enfants, mais pas de grandes épidémies de diphtérie respiratoire (pharynx, larynx) comme dans les pays industrialisés à l'époque pré-vaccinale.
Toutefois, quand de tels cas de diphtérie respiratoire surviennent, les complications sont fréquentes et le taux de létalité (mortalité chez les malades) très élevé, par manque de moyens sanitaires. Ce taux peut atteindre et dépasser les 15 à 20 %, comme à Dakar dans les années 1960, en Jordanie (1977-1978), au Soudan (1978). L'OMS estime à 50 000 décès annuels la mortalité par diphtérie dans les pays en développement avant les années 1980. Des épidémies sévères de plus de 50 cas ont été rapportées dans les années 1980-1990 (Yémen, Chine, Algérie, Équateur...).
Toutes ces épidémies évoluent de la même manière, elles touchent d'abord les jeunes enfants de moins de 10 ans (couverture vaccinale insuffisante), puis quand cette couverture infantile augmente, les adolescents et les adultes sont plus souvent touchés.

### Recrudescence en ex-URSS (1990-1997)
Dans les années 1970, l'URSS s'achemine vers l'élimination de la diphtérie (autour de 0,1 cas pour 100 000 habitants et par an). Le point le plus bas est atteint en Ukraine en 1975 avec 8 cas déclarés, mais une première recrudescence se produit en Russie dans les années 1983-1985 avec plus de mille cas annuels, retombant à moins de 100 en 1986,.
Une deuxième se produit à partir de 1990 avec, cette année-là, 1 431 cas de diphtérie soit presque 0,5 cas pour 100 000 habitants. À partir de 1991, et lors de la  dislocation de l'URSS, le nombre de cas double à peu près tous les 8 à 12 mois.
La diphtérie touche particulièrement les zones urbaines ou densément peuplées. L'épidémie, qui a débuté dans la région de Moscou, s'étend à l'Ukraine et à la plupart des nouveaux états issus de l'ex-URSS. Moscou reste la ville la plus touchée avec 28 % des cas signalés en ex-URSS.
En 1994, on enregistre plus de 47 000 cas dont 1104 décès. L'OMS s'attend alors à plus de 150 000 nouveaux cas en 1995, avec un risque d'extension en Europe, mais l'épidémie se stabilise en 1995 à un maximum de près de 50 000 cas. Elle régresse ensuite au cours des années suivantes à la suite du plan de lutte élaboré par le bureau de l'OMS pour l'Europe.

Au total, l'épidémie de 1990-1997 en ex-URSS a d'abord concerné les enfants, puis une majorité d'adultes de 30 à 50 ans. On compte 157 000 cas notifiés durant cette période, dont plus de 4 000 décès, 38 à 82 % des cas sont des adultes,. Le taux de létalité varie de 3 % (Russie) à 23 % (Turkmenistan).

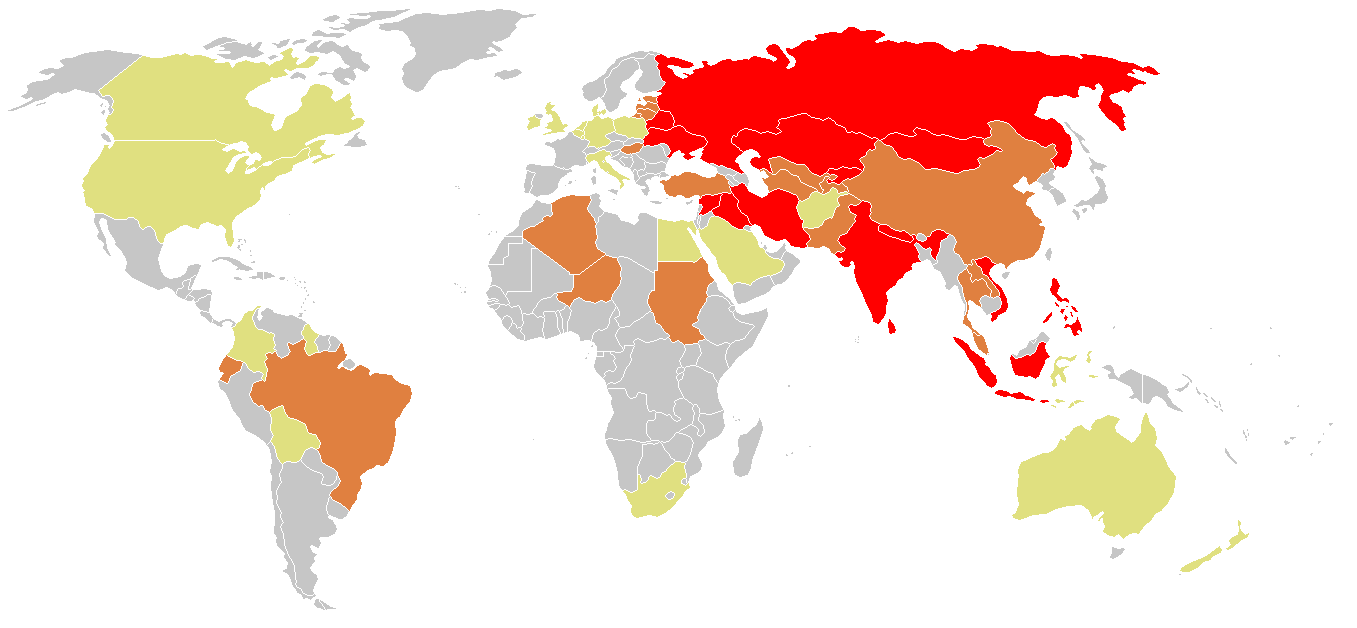
La diphthérie en 1997 (Source : OMS)
♦ Plus de 100 cas signalés
♦ 50 à 100 cas signalés
♦ 1 à 49 cas signalés
♦ Pas de cas signalés

Selon l'OMS et les Centers for Disease Control and Prevention, cette épidémie a eu lieu en raison d'une politique vaccinale insuffisante à partir des années 1980, suivie des perturbations socio-politiques des années 1990,.
Dans les années 1980, la couverture vaccinale globale moyenne des jeunes de moins de 16 ans était de 80 %, mais avec de profondes disparités selon les Républiques. Une polémique sur le vaccin diphtérie-tétanos-coqueluche se répand alors dans les médias, appuyée par des médecins dressant une liste excessive de contre-indications. Les autorités ne donnent aucune réponse, mais changent fréquemment le calendrier de vaccination, ce qui laisse des enfants non vaccinés.
En 1990, la couverture vaccinale est insuffisante : 66 % dans la région de Moscou, moins de 50 % selon les régions,.
La dislocation de l'URSS entraine une pénurie de vaccins, et leur mauvaise utilisation (vaccins de rappel utilisés en primo-vaccination), une absence de réponse centralisée et coordonnée en début d'épidémie, un retard dans la prise en charge des cas.
L'épidémie est favorisée par les mouvements de population civile (entre les nouveaux États indépendants) et militaire (retours d'Afghanistan), d'une augmentation de la pauvreté et des inégalités dans l’ex-URSS. La présence d'enfants non immunisés coïncide avec celle d'une population d'adultes sensibles (absence de rappels, précarité, éthylisme). Des études ultérieures ont montré que ces derniers facteurs (accumulation de sujets sensibles) ont joué un rôle plus important que les problèmes liés à la qualité ou à l'accès aux vaccins.
Une réaction coordonnée, appuyée sur un effort — sans précédent — de vaccination a  finalement pu juguler l’épidémie. Par exemple, en Russie, 80 millions de doses pour adultes en 1995, contre moins de 6 millions en 1992, 95 % de couverture vaccinale des enfants de 1 an en 1995 contre moins de 69 % en 1991.
Durant cette période, plus de 20 cas, en lien avec l'épidémie en ex-URSS, sont survenus dans plusieurs pays voisins ou proches : Finlande, Norvège, Pologne, Allemagne, Bulgarie, deux citoyennes américaines ont contracté la maladie sur place. Cette épidémie de 1991-1997 a montré que la diphtérie peut revenir dans un pays développé dès que la couverture vaccinale tombe au-dessous d'un seuil critique.

### Données auXXIesiècle
À la suite de l'épidémie en ex-URSS, sur recommandations de l'OMS et d'autres organisations internationales, les pays européens ont revu leurs moyens de lutte contre la diphtérie et procédé à l'évaluation de l'immunité de la population par des études de séroprévalence. Un réseau européen de surveillance de la diphtérie a été mis en place en 2006, le DIPNET.
En France, comme dans d'autres pays européens, près de la moitié des adultes (de plus de 40 ans) sont insuffisamment protégés. Cela s'expliquerait par une baisse progressive de l'immunité avec l'âge (par manque de rappels vaccinaux ou naturels : exposition à des sujets diphtériques). En revanche, la protection des enfants et des jeunes adultes (moins de 24 ans) est immunisée à plus de 90 voire 95 %.
Malgré la susceptibilité des adultes, l'épidémie en ex-URSS ne s'est pas, ou très peu, répandue en Europe ; cela est attribué à la couverture vaccinale élevée des enfants. Cependant, la propagation, ou pas, des épidémies de diphtérie, n'est pas entièrement élucidée. Entre autres facteurs, elle serait liée à la couverture vaccinale des enfants, l'immunité des adultes, et les conditions socio-économiques.

#### Dans le monde
La couverture vaccinale des enfants (trois doses de vaccin trivalent diphtérie-tétanos-coqueluche) est passée de 20 %  en 1980, à 78 % en 2005, et 86 % en 2016 avec de grandes variations selon les pays, les taux les plus faibles se trouvant en Afrique sub-saharienne (67 % en 2005) et en Asie du Sud-Est (66 % en 2005).
Le nombre de cas annuels de diphtérie notifiés dans le monde est passé de 98 000 en 1980 à 9 000 en 2000 et à 4 530 en 2015. Les pays avec le plus grand nombre dans la période 2010-2015 ont été l'Inde (18 350 cas sur 5 ans), l'Indonésie (3 203 cas) et Madagascar (1 633 cas). L'OMS relève une sous‑notification importante en Afrique et en Méditerranée orientale.
L'épidémie la plus importante est survenue au Bangladesh (camp de Kutupalong, 8640 cas de 2017 à 2019).  
En 2025 le ministère de la santé Somalien déclare avoir enregistré 1 616 cas de diphtérie dont 87 décès, principalement des enfants de moins de 15 ans. Un rapport de l'hôpital public Demartino de Mogadiscio décrit l'épidémie  comme « l'une des menaces les plus urgentes et les plus dangereuses pour la santé publique ». L'association Médecins sans frontières publie le 19 aout 2025 un rapport alarmant . 
Dans les pays à taux de couverture élevé, la diphtérie infantile diminue, ainsi que la circulation des souches toxigéniques. L'absence de rappels naturels rend alors les adolescents et adultes vulnérables à d'éventuelles épidémies de diphtérie. Ce risque est aggravé par les changements socio-économiques : migration rurale vers les villes, changement de mode de vie, amélioration de l'hygiène… qui peuvent paradoxalement transformer ce qui était une endémie infantile en épidémie d'adultes.
Ce risque rend nécessaire une nouvelle politique vaccinale élargie (rappels chez les adolescents et les jeunes adultes) basée sur des modèles mathématiques (coût-efficacité des rappels vaccinaux).

#### Europe
En France, de 2001 à 2014, 9 cas importés par C. diphtheriae ont été notifiés, plus 8 cas à Mayotte.
En 2002, la définition des cas devant être déclarés a été élargie aux souches de Corynebacterium ulcerans toxinogènes.
En France métropolitaine, de 2002 à 2013, 28 cas autochtones de diphtérie par C. ulcerans ont été rapportés. Il s'agissait majoritairement de femmes (18 sur 28), âgées de plus de 60 ans. Le statut vaccinal n'était connu que pour 6 cas, 2 avaient reçu une dose de rappel dans les 20 ans précédents. 14 cas avaient des animaux de compagnie; les études vétérinaires ont montré que deux chiens seulement étaient porteurs de C. ulcerans. En 2014, un nouveau cas est survenu (personne de 80 ans décédée, qui accueillait des chats errants dont 2 porteurs positifs).
En Europe, de 2000 à 2006, 7 pays ont signalé des cas sporadiques de C. ulcerans toxigéniques : France, Allemagne, Italie, Pays-Bas, Roumanie, Suède, Royaume-Uni.
Le 3 juin 2015, un enfant de six ans dans un état grave est diagnostiqué en Espagne, à Barcelone. Il aurait présenté les premiers symptômes le 23 mai. Il n'était pas vacciné en raison de l'opposition de ses parents aux vaccins. 150 personnes sont mises sous contrôle médical renforcé. La Russie, toujours confrontée à la diphtérie, envoie du sérum en Espagne. C'est le premier cas recensé en Espagne depuis la disparition de la maladie trente ans auparavant. L'enfant décèdera des suites de la maladie le 27 juin 2015, soit un mois environ après son admission dans un centre hospitalier.
Entre 2016 et 2021, une moyenne annuelle de 27 cas de diphtérie par C. diphtheriae sont signalés à l'ECDC. Ces cas s'observent le plus souvent chez des voyageurs et migrants venant de pays à faible couverture vaccinale. 
En novembre 2022, près de 116 cas déclarés et 362 porteurs de « tox + » sont signalés depuis le début de l'année dans dix pays, les premiers étant l'Allemagne (118), l'Autriche (66), le Royaume-Uni (59), la Suisse (52), la France (30) et la Belgique (21). L'âge médian des sujets était de 18 ans, 83 % viennent d'Afghanistan ou de Syrie par la voie de migration des Balkans occidentaux. 17 cas ont été hospitalisés (5 pour diphtérie cutanée, 12 pour diphtérie respiratoire) avec un décès probablement lié à une sérothérapie trop tardive,.
Cette résurgence de cas importés en Europe est attribuée à des mesures prises durant la pandémie de Covid-19 : les restrictions de déplacements et de voyages ont accru la densité de population des camps de migrants, avec une charge supplémentaire pour les systèmes d'hygiène et les services médicaux. 

## Description clinique
La diphtérie est causée par des souches toxigènes du bacille Corynebacterium diphtheriae de biotypes gravis, mitis ou intermedius. La maladie peut présenter des manifestations locales (produites par le germe lui-même) et des manifestations générales (dues à la toxine sécrétée par le germe).

### L'angine commune

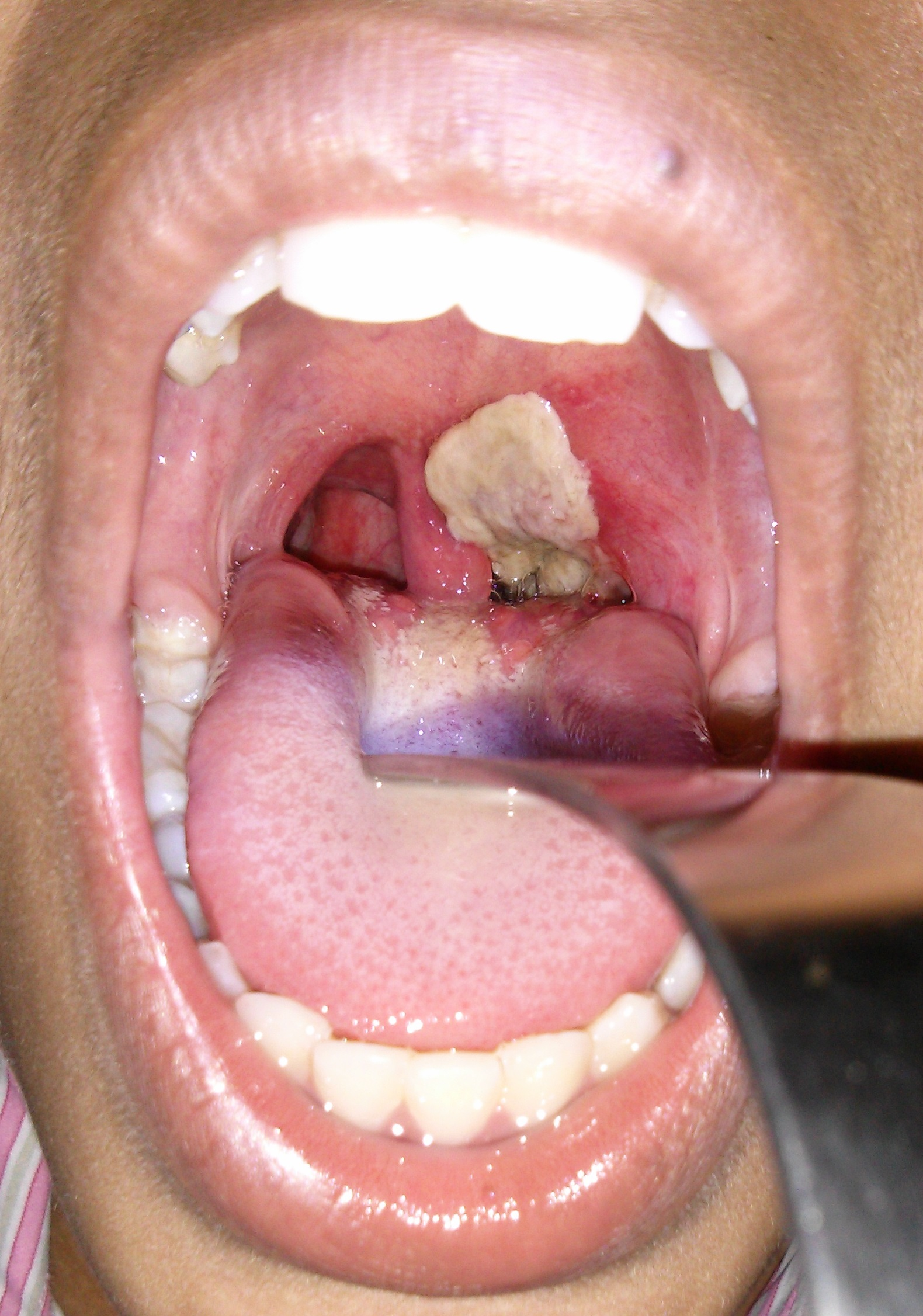
Fausse membrane diphtérique dans sa forme classique.

La diphtérie est une angine qui se caractérise par la formation de fausses membranes à l'entrée des voies respiratoires. Généralement bilatérale et asymétrique, elle apparaît après une incubation de 2 à 5 jours. Le début est le plus souvent insidieux et progressif (angine rouge, puis blanche et apparition des fausses membranes en 1 ou 2 jours). La fièvre est modérée autour de 38,5 °C.
La fausse membrane siège sur tout ou partie de l'amygdale, en devenant rapidement extensive. C'est un élément blanc nacré, lisse et homogène, à contours nets. Les caractéristiques qui permettent de la reconnaitre sont : son adhérence (à la muqueuse sous-jacente), sa cohérence, et son caractère envahissant (elle s'étend et se reproduit sur place).
L'angine s'accompagne d'adénopathies cervicales et sous-maxillaires, sensibles. L'état général reste bien conservé.
Dans un contexte épidémique, un traitement d'urgence est institué après les prélèvements de confirmation.
Le nez est aussi très souvent infecté (mais la diphtérie nasale isolée est plus rare et moins grave). Plus rares encore sont la diphtérie du conduit auriculaire ou la diphtérie d'une plaie cutanée (surtout tropicale).
Cette angine peut se présenter ou évoluer en une forme plus grave : fièvre élevée à 40 °C, extension des fausses membranes, augmentation de volume des adénopathies, apparitions de signes toxiniques.

### L'angine maligne
Elle survient le plus souvent à la suite d'une angine commune ou grave, plus rarement d'emblée, de façon brutale et très rapide (en quelques heures)

#### Manifestations locales
La localisation des bacilles sur le larynx peut provoquer l'asphyxie par l'obstruction du conduit aérien : c'est le croup. Fréquente au début du XXe siècle (tout médecin généraliste avait dans sa trousse le matériel pour pratiquer une trachéotomie à domicile), cette complication est devenue rarissime dans les pays développés. Les cas actuels de laryngites obstructives (« faux-croup ») sont plutôt dus soit à Haemophilus influenzae, soit à un virus parainfluenza.
Le croup ou diphtérie laryngée se manifeste par une gêne respiratoire et pour avaler. Les fausses membranes forment une couenne épaisse, gris chamois, striée de sang. La langue est brunâtre avec fétidité de l'haleine. La toux est rauque, mais la voix éteinte. Les adénopathies sont noyées dans un volumineux œdème qui déforme le cou. Sans intervention, l'obstruction progressive du passage de l'air entraine la mort en quelques heures.

#### Manifestations générales
Elles peuvent accompagner l'angine, ou apparaître alors que l'angine a disparu. Elles sont dues à la capacité du bacille de produire des toxines diphtériques qui, diffusant par la voie sanguine, ont une affinité surtout pour le myocarde (cœur) et le système nerveux périphérique, plus accessoirement pour les glandes surrénales. Faute d'un diagnostic précoce, cela peut entraîner des paralysies, voire le décès de la personne infectée (atteinte cardiaque ou trouble du rythme cardiaque).
Ces manifestations générales peuvent débuter par une prostration et des vomissements, des troubles cardiaques, et une paralysie précoce du voile du palais.
On distinguait autrefois : le syndrome malin précoce de Marfan qui survient 7 jours après le début de l'angine (paralysie du voile, myocardite, syndrome hémorragique et insuffisance rénale), et le syndrome tardif de Grenet 4 à 5 semaines après le début de l'angine (paralysies de l'accommodation oculaire et du voile, paralysies de nerfs périphériques des membres inférieurs, d'évolution ascendante avec risque d'insuffisance respiratoire). Plus rarement, le système nerveux central peut être atteint.
Les atteintes toxiniques cardiaques se manifestent par une tachycardie ou une bradycardie, une chute de la pression artérielle. L'électrocardiogramme fait le diagnostic de myocardite en montrant des troubles de la conduction. La mort peut survenir par défaillance cardiaque.

### Forme cutanée
La diphtérie cutanée se distingue par la présence des fausses membranes sur une plaie ou une ulcération cutanée préexistante, souvent surinfectée par staphylocoques et streptocoques. Il s'agit d'un mode de diffusion important  dans l’entourage d’un cas, car souvent méconnue et de diagnostic tardif, surtout dans les pays tropicaux et dans les périodes interépidémiques.
La porte d’entrée est souvent une plaie, une piqûre d’insecte, un ulcère cutané. La lésion évolue typiquement vers une ulcération ronde douloureuse, à bordure indurée, violacée parfois recouverte d’une croûte grisâtre, voire de fausses membranes. La guérison spontanée est longue (plusieurs semaines). Les complications toxiniques sont identiques mais moins fréquentes que dans les atteintes respiratoires.

## Diagnostic

### Diagnostic positif
En région endémique, une pharyngite pseudomembraneuse doit être considérée comme diphtérique jusqu'à la preuve du contraire. En situation épidémique, le diagnostic clinique basé sur une pharyngite pseudomembraneuse est suffisamment fiable.
Dans les pays développés à forte couverture vaccinale, la maladie est rare. Elle doit être confirmée par examens de laboratoire effectués d'urgence, basés sur la mise en évidence du bacille dans le produit d'écouvillonnage de la gorge ou du nez. Le prélèvement doit se faire à la limite des fausses membranes. Le prélèvement de gorge est systématique, même en cas d'atteinte cutanée isolée.
L'écouvillon nasal est surtout important pour la recherche des porteurs de germes ou chez les malades dont la gorge est partiellement désinfectée par des pastilles antiseptiques ou antibiotiques mais il faut, de préférence, faire ces prélèvements avant l'administration d'antibiotiques.
Le diagnostic microbiologique se base principalement sur la mise en culture, la recherche d'une production de toxine, et la détection du gène de la toxine diphtérique par amplification génique (PCR).
Le traitement ne doit pas être différé en attendant les résultats de laboratoire.

### Diagnostic différentiel
Le diagnostic différentiel éventuel s'effectue selon la forme de présentation de la maladie.
Dans les formes à présentation nasale, la rhinite diphtérique peut être difficile à distinguer cliniquement des autres écoulements séro-sanglants ; de même pour la laryngite et la pharyngite diphtériques avec la mononucléose infectieuse surtout ou d'autres infections à hémophilus influenza, à Candida etc.,
Des complications neurologiques précoces peuvent poser des problèmes de diagnostic différentiel, notamment avec le syndrome de Guillain-Barré.

## Traitement
Le patient est isolé dès la suspicion du diagnostic (éviction scolaire ou du lieu de travail, isolement vis-à-vis des gouttelettes respiratoires). En attendant la confirmation, l'isolement est maintenu jusqu'à ce que deux prélèvements espacés de 24 heures au moins soient négatifs, au moins 24 heures après arrêt de l'antibiothérapie. Tous les objets en contact avec le patient doivent être désinfectés avec un désinfectant classique.
L'antibiothérapie est débutée immédiatement après la réalisation des prélèvements. Son utilité principale est d'accélérer la disparition du germe chez les malades et d'interrompre la chaîne de transmission.
Le traitement curatif doit comporter principalement la sérothérapie antitoxique. Elle ne s'applique que pour les infections liées à des bactéries tox+. La sérothérapie est instituée en urgence avant la confirmation du caractère tox+ si des signes toxiniques apparaissent. L'antitoxine diphtérique étant d'origine équine, un test cutané (ou conjonctival) pour exclure une hypersensibilité doit toujours en précéder l'administration.
La sérothérapie est d'autant plus efficace que son administration est plus précoce. En effet, elle permet de neutraliser la toxine circulante dans le sang et les tissus, mais elle est inefficace sur la toxine déjà fixée sur ses cellules cibles. Au-delà du deuxième ou troisième jour, les complications sont d'autant plus fréquentes et la mortalité plus élevée que la sérothérapie est plus tardive.
La vaccination est systématique à la phase de convalescence, car la diphtérie est une maladie pas toujours immunisante.

## Prévention
La prévention collective repose sur la vaccination généralisée de la population.
En France, la vaccination diphtérique est obligatoire depuis la loi du 25 juin 1938 : obligation des trois premières injections et d’un rappel un an après, pratiqués avant l’âge de 18 mois. Les rappels ultérieurs à 6 ans, 11–13 ans et 16–18 ans puis à 25 ans, 45 ans et 65 ans sont recommandés (avec une dose d’anatoxine diphtérique vingt-cinq fois inférieure à celle appliquée aux enfants pour atténuer les effets indésirables).
Le 30 mars 2023, pour la diphtérie, le tétanos et la poliomyélite, la Haute Autorité de santé préconise que la vaccination DTP ne soit plus obligatoire chez les professionnels de santé mais fortement recommandée, sauf à Mayotte où elle devrait rester obligatoire. Le jour même le ministre de la Santé et de la Prévention, lui-même médecin, annonce se conformer immédiatement à la préconisation[réf. nécessaire].
La diphtérie est une maladie à déclaration obligatoire et à notification internationale. La survenue d'un cas impose des mesures prophylactiques et d'isolement pour éviter la transmission du bacille diphtérique.
Les sujets contacts (ayant été en contact avec le malade) doivent être identifiés. Toutes les personnes ayant été dans les 7 jours précédents en contact rapproché avec un cas de diphtérie sont à risque. Les contacts proches sont : les membres de la famille sous le même toit, les relations intimes (baisers), les sujets travaillant dans la même classe ou la même pièce, les amis proches, les visiteurs fréquents, les personnels de santé exposés, les passagers voisins lors d'un voyage de plusieurs heures en transport en commun.
Si le cas initial est confirmé, les sujets contacts sont placés sous surveillance clinique et microbiologique. Les sujets positifs sont isolés. L'antibiothérapie prophylactique de tous les sujets contacts est systématique pour rompre la chaine de transmission, quels que soient leur statut vaccinal et le résultat microbiologique.
Tous les sujets contacts sont vaccinés ou mis à jour.

## Diphtéries animales
La diphtérie aviaire est la forme, dite « humide », de la variole aviaire qui n'est pas due à un bacille mais à un virus. La diphtérie du veau ou croup du veau est la forme laryngée aigüe d'une infection par la bactérie Fusobacterium necrophorum.